# Ernst Leistikow
Ernst Wilhelm Hermann Leistikow (geboren 23. Februar 1867 in Bromberg; gestorben 17. Februar 1933 in Posen) war ein deutsch-polnischer Kaufmann, Likör-Fabrikant, Kunstsammler und Papier-Künstler. 
Der von ihm und seiner Frau Gertrud 1899 in Bromberg entwickelte „Leistikow'schen Ölmarmor“ (Kaiserliches Patentamt. Patentschrift Nr. 115201), eine Variante des Marmorpapiers (historisch „Tunkpapier“) wurde später in der Firma Peltzer & Co in Düren hergestellt.
Verschiedene Blätter befinden sich in der Buntpapier-Sammlung des Deutschen Buch- und Schriftmuseums (DBSM).

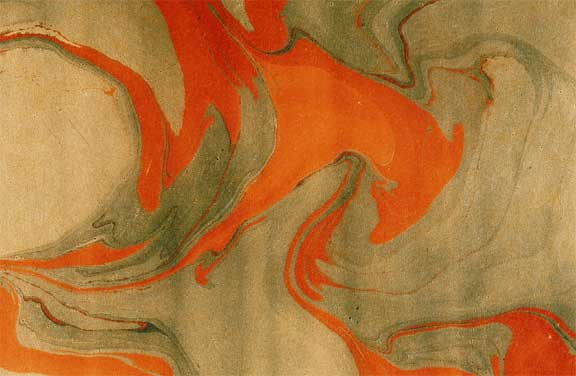
1899 von Leistikow entwickeltes „Fantasiemarmor“-Papier;
Sammlung Franz Bartsch; Deutsches Buch- und Schriftmuseum

12 Blätter von Ernst und Gertrud  Leistikow, sogenannter „Fantasiemarmor“, d. h. ein gezogener Marmor, z. T. auf in der Masse gefärbtem Papier hergestellt, wurden von dem Bibliophilen und Papiersammler Franz Bartsch erworben und mit seiner Sammlung von ihm testamentarisch dem Leipziger Buchmuseum vermacht. Die Blätter sind alle mit 1899 Bromberg sowie "G. u. E. Leistikow" oder "G. und Ernst Leistikow" gezeichnet. In der Buntpapiersammlung Ernst Seegers im Deutschen Buch- und Schriftmuseum befinden sich ebenfalls Ölmarmorpapiere, die mit "Leistikow" signiert sind.
Leistikow starb 1933 in Posen im Alter von knapp 66 Jahren.

## Familie
Durch Leistikows Heirat am 8. Oktober 1894 mit der Fotografin Gertrud Marschalk (1872–1951) wurde Leistikow mit der Familie um den Dichter Emil Strauß und den Schriftsteller Gerhart Hauptmann verschwägert. Seine Ehe wurde jedoch schon im Jahr 1900 wieder geschieden.